# Advance (motorfiets)

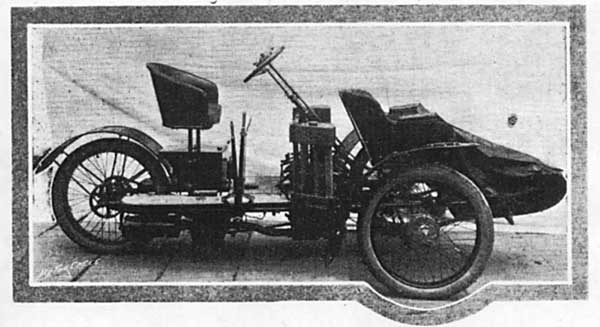
Advance Tricar uit 1909

Advance is een historisch Brits merk van motorfietsen, tricars, forecars en inbouwmotoren.
De bedrijfsnaam was Advance Motor Mfg. Co. Ltd., Northampton. Het was onderdeel van de firma Smart & Gainsford.

## Geschiedenis
In 1902 hadden Douglas Herbert Gainsford en Frederick Smart hun eigen bedrijf opgericht. Daarvóór hadden ze waarschijnlijk een rijwielhandel waar ze ook motorfietsen met rieten achterspanwagens verhuurden. Ze produceerden toen al enkele motorfietsen, maar tot serieproductie kwam het nog niet.
In het begin van 1903 voegde Joseph Charles Power uit Watford zich bij hen en samen begonnen ze met het ontwerpen en bouwen van motoren en motorfietsen. De oprichtingsdatum van de Advance Motor Mfg. Co. Ltd. is onzeker omdat in de eigen advertenties van het bedrijf soms 1904 en soms 1905 wordt genoemd. De eerste motor, een luchtgekoelde 2¾ pk eencilinder met een snuffelklep werd al in 1903 in een motorfiets gebouwd. Al snel volgden een 3- en een 3½ pk eencilinder en een 6 pk V-twin. Alle motoren hadden snuffelkleppen en uit één stuk gegoten cilinders en cilinderkoppen. Ze bleken erg betrouwbaar te zijn en werden ingebouwd door een aantal andere motorfietsfabrikanten. Ze konden ook per postorder besteld worden. In 1906 verhuisde Power naar Lorne Road in Northampton. In 1907 werd de "Advance Adjustable Pulley" uitgevonden, een verstelbare poelie die als een vernelling werkte (zoals de latere variomatic), waardoor het beklimmen van heuvels gemakkelijker werd.
Advance leverde nu ook zelf motorfietsen, in de catalogus van 1907 stonden modellen van 3-, 3½ en 6 pk en een 3 pk damesmodel. Daarnaast produceerde men 6 pk forecars en 6- en 9 pk tricars, die allemaal met water- of luchtkoeling geleverd konden worden. Men ging in 1907 ook productiewerk voor andere bedrijven doen. Zo werd de Zenith "Gradua Gear" bij Advance gemaakt van 1907 tot 1923, en van 1919 tot 1923 ook de Duzmo motorfietsen van Bert le Vack en John Wallace. Ook maakte men stationaire motoren voor de aandrijving van landbouwmachines.
Advance leverde de motoren voor de motorsleden waarmee Robert Scott naar de Zuidpool ging en die voor het eerste vliegtuig van Handley Page, de Type A "Blue Bird" uit 1910 en het Oakington vliegtuig van Grose and Feary. In 1912 verhuisde het bedrijf naar een grotere fabriek in Northampton. Rond die tijd werd de productie van motorfietsen en tricars beëindigd. Men ging zich toeleggen op het reviseren van motoren en de productie van onderdelen. In 1916 werd een zusterbedrijf opgericht, "Standard Valves Ltd.", dat uitsluitend kleppen voor de motorindustrie maakte.
Na de Eerste Wereldoorlog staat Advance meestal genoemd als toeleverancier voor motoronderdelen en als revisiebedrijf. Rond 1950 werd de naam veranderd in Advance Motor Supplies Ltd toen het werd opgekocht door Sheepbridge Engineering. In 1979 werd het overgenomen door GKN (Guest, Keen and Nettlefolds) In 1982 werd Advance omgedoopt in "GKN Replacement Services Ltd" en in 1984 in "GKN Autoparts Distribution Ltd". Het zusterbedrijf "Standard Valves" was in 1977 gesloten.